# Championnat de Côte d'Ivoire de football 2022-2023
Navigation
2021-2022 2023-2024
Le Championnat de Côte d'Ivoire de football 2022-2023 est la 65e édition du Championnat de Côte d'Ivoire de football. La ligue oppose les seize meilleurs clubs ivoiriens en championnat. À partir de cette saison le championnat revient à 16 participants, qui s'affrontent deux fois en match aller et retour. Après la saison régulière, les quatre premiers jouent dans un play-off pour le titre de champion. Les deux derniers seront relégués en Ligue 2. Toutefois après la saison régulière les play-off sont annulés, le tenant du titre ASEC Mimosas conserve son titre en terminant à la première place.

## Clubs participants
| \| ASEC Racing d'Abidjan SOL FC Stella Club Stade d'Abidjan SOA SC Gagnoa ASI Abengourou FC San-Pédro ES Bafing Bouaké FC Bassam AFAD CO Korhogo LYS Sassandra Denguelé \| Localisation des clubs engagés dans le championnat. |
| ASEC Racing d'Abidjan SOL FC Stella Club Stade d'Abidjan SOA SC Gagnoa ASI Abengourou FC San-Pédro ES Bafing Bouaké FC Bassam AFAD CO Korhogo LYS Sassandra Denguelé                                                           |

### Classement
| Rang | Équipe                     | Pts | J  | G  | N  | P  | Bp | Bc | Diff |
| ---- | -------------------------- | --- | -- | -- | -- | -- | -- | -- | ---- |
| 1    | ASEC Mimosas T C           | 63  | 30 | 17 | 12 | 1  | 37 | 14 | +23  |
| 2    | SOA                        | 54  | 30 | 14 | 12 | 4  | 45 | 24 | +21  |
| 3    | FC San-Pédro               | 51  | 30 | 15 | 6  | 9  | 39 | 26 | +13  |
| 4    | SC Gagnoa                  | 49  | 30 | 14 | 7  | 9  | 36 | 31 | +5   |
| 5    | AFAD Djékanou              | 47  | 30 | 14 | 11 | 5  | 28 | 16 | +12  |
| 6    | Racing Club d'Abidjan      | 43  | 30 | 11 | 10 | 9  | 48 | 41 | +7   |
| 7    | Stella Club d'Adjamé       | 43  | 30 | 12 | 7  | 11 | 30 | 23 | +7   |
| 8    | Stade d'Abidjan P          | 40  | 30 | 11 | 7  | 12 | 31 | 34 | -3   |
| 9    | SOL                        | 38  | 30 | 10 | 8  | 12 | 27 | 29 | -2   |
| 10   | AS Denguelé P              | 36  | 30 | 10 | 6  | 14 | 30 | 36 | -6   |
| 11   | LYS Sassandra              | 35  | 30 | 7  | 14 | 9  | 31 | 33 | -2   |
| 12   | CO Korhogo                 | 31  | 30 | 7  | 10 | 13 | 27 | 40 | -13  |
| 13   | Bouaké FC                  | 31  | 30 | 7  | 10 | 13 | 25 | 42 | -17  |
| 14   | ASI d'Abengourou           | 30  | 30 | 7  | 9  | 14 | 22 | 37 | -15  |
| 15   | Entente sportive du Bafing | 29  | 30 | 7  | 8  | 15 | 25 | 40 | -15  |
| 16   | USC Bassam                 | 25  | 30 | 5  | 10 | 15 | 24 | 39 | -15  |

|  | Qualifié pour la ligue des champions       |
|  | Qualifié pour la coupe de la confédération |
|  | Relégation directe en Ligue 2              |

## Bilan de la saison
| Championnat de Côte d'Ivoire de football 2022-2023 |                                       |
| Champion                                           | ASEC Mimosas (29e titre)              |
| Coupes et trophées                                 |                                       |
| Vainqueur de la Coupe de Côte d'Ivoire 2022-2023   | ASEC Mimosas                          |
| Qualifications continentales                       |                                       |
| Ligue des champions de la CAF 2023-2024            | ASEC Mimosas                          |
| Coupe de la confédération 2023-2024                | AFAD Djékanou (finaliste de la coupe) |
| Promotions et relégations                          |                                       |
| Promus en Ligue 1                                  | Zoman FC                              |
| Promus en Ligue 1                                  | Mouna FC                              |
| Relégués en Ligue 2                                | Entente sportive du Bafing            |
| Relégués en Ligue 2                                | USC Bassam                            |

### Classement des buteurs
|     | Buteur              | Club                  | Buts |
| --- | ------------------- | --------------------- | ---- |
| 1er | Béranger Diby       | FC San-Pédro          | 14   |
| 2e  | Brahima Ouattara    | Racing Club d'Abidjan | 13   |
| 3e  | Junior Avo Leibé    | ES Bafing             | 10   |
| 4e  | Arsène Adom         | Stella Club d'Adjamé  | 9    |
| 5e  | Mohamed Lamine Koné | Bouake FC             | 9    |
| 6e  | Patrick Ouotro      | LYS Sassandra         | 9    |

| Source : . |